# 明日は君と。
「明日は君と。」（あしたはきみと）は、麻倉ももの楽曲。HoneyWorksが作詞・作曲を手掛けた。麻倉のデビューシングルとして2016年11月2日にミュージックレインから発売された。

## 背景・音楽性
2015年より声優ユニットTrySailのメンバーとして活動している麻倉のソロデビューシングルとして発表された。ソロデビューの話は、仕事帰りに歩いている際にマネージャーから突然伝えられたという。ソロデビューの発表はTrySailとして出演した『Animelo Summer Live 2016 刻-TOKI-』のステージ上で行われたが、この発表前に会場がしんとしないかと心配で、歌っている際も発表のことで頭がいっぱいになっていたと述懐している。
「明日を君と。」は疾走感のあるピアノ・ロックで、恋愛をテーマとしており、曲を通して少女漫画のような世界観の物語が展開する、甘酸っぱい楽曲になっている。レコーディングの際、息の残し方やニュアンスの付け方など細かくディレクションを受け、普段は感情のままに歌うことが多かったが、技術面も意識したレコーディングになったという。

## シングルリリース
2016年11月2日にミュージックレインから発売された。初回生産限定盤・期間生産限定盤・通常盤の3形態で発売され、初回生産限定盤にはミュージック・ビデオを収録したDVDが同梱された。同日より、音楽配信も行われている。
カップリングには「花に赤い糸」が収録されている。同曲は、映画『好きになるその瞬間を。〜告白実行委員会〜』の挿入歌として制作された。劇中で麻倉が演じている瀬戸口雛の心情を表すミディアム・バラードで、タイトルの「花」は劇中で登場する綾瀬恋雪をイメージしている。

## アートワーク、ミュージック・ビデオ
通常盤のジャケットは麻倉の頭の上に桃が乗った写真となっている。元々、桃がハートに近い形をしていることから、青空の下で桃を投げている様子を写す予定となっていたが、撮影の際に頭の上に桃を載せたところ採用された。期間生産限定盤は、麻倉が『好きになるその瞬間を。〜告白実行委員会〜』にて演じている瀬戸口雛の描き下ろしになっている。
ミュージック・ビデオでは麻倉が料理をする様子やゴールデン・レトリバーと戯れる様子が映されている。また「HoneyWorks ver. MV」として、HoneyWorksが制作したものがニコニコ動画及びYouTubeにて公開されている。また、カップリングの「花に赤い糸」のミュージック・ビデオもHoneyWorksにより制作されており、「明日は君と。」と同様に公開されている。

## シングル収録曲
| 全作詞・作曲・編曲: HoneyWorks。 |                                |            |            |      |
| #                                | タイトル                       | 作詞       | 作曲・編曲 | 時間 |
| 1.                               | 「明日は君と。」               | HoneyWorks | HoneyWorks | 4:36 |
| 2.                               | 「花に赤い糸」                 | HoneyWorks | HoneyWorks | 4:16 |
| 3.                               | 「明日は君と。」(Instrumental) | HoneyWorks | HoneyWorks | 4:35 |
| 合計時間:                        | 合計時間:                      | 13:27      |            |      |

## チャート
| チャート（2016年）                | 最高位 |
| --------------------------------- | ------ |
| オリコン                          | 8      |
| Billboard JAPAN Hot 100           | 28     |
| Billboard JAPAN Hot Animation     | 6      |
| Billboard JAPAN Hot Singles Sales | 11     |
| M-ON!J-POP最強カウントダウン50    | 22     |